# Campomanesia phaea
Campomanesia phaea (лат.) — дерево, вид рода Кампоманезия (Campomanesia) семейства Миртовые (Myrtaceae). Эндемик экорегиона атлантического леса на юго-востоке Бразилии. Встречается в штатах Парана, Рио-де-Жанейро и Сан-Паулу. В Бразилии его плоды называются «камбучи».

## Описание
Campomanesia phaea — небольшое полувечнозелёное дерево высотой около 9-10 м с пирамидальной кроной. Кора коричнево-серая отслаивающаяся. Диаметр ствола от 20 до 30 см. Листья противоположные, простые, шириной от 7 до 10 см и длиной от 8 до 10 см. Имеют короткие черешки. Короткий опушённый железистый черешок имеет длину до 7 мм. Слегка кожистые, несколько жёсткие цельнокрайние, яйцевидные, обратнояйцевидные или эллиптические листья, заострённые длиной до 5-10 см. Часто они бывают волнистые и почти голые, или иногда опушённые вдоль жилок.
Цветки пазушные, обычно одиночные или группами до трёх. Гермафродитные короткостебельчатые пятилепестковые цветки с двойным околоцветником белые. Чашечка короткая, волосистая, дисковидная, окаймленная и чашевидная. Небольшие, 6-7 мм длиной, широко треугольные доли чашечки волосистые. Округлые лепестки длиной до 13 мм слегка опушённые снаружи. Имеется более 200 коротких тычинок с нитевидными нитями. Многокамерная завязь с относительно коротким голым столбиком и головчатым рыльцем. Цветёт с августа по ноябрь, плоды созревают осенью.
Плоды («ложные плоды») размером 3,5-6 см, зелёные, гладкие и многосемянные, круглые, ромбовидно-пирамидальные, мягкие, тонкоскорлупные. Они имеют постоянную чашечку и полость чашечки на верхушке. До шести бежевых, приблизительно круглых или яйцевидных, плоских семян с тонкой пленчатой семенной оболочкой, размером до 3-4 мм. Железистая стенка плодовой камеры (ложная семенная оболочка) прилипает к ним. Плоды — гладкие, плоские, зелёного цвета при созревании, со кисло-сладкой мясистой мякотью.

## Распространение
Произрастает в Бразилии. Первоначально C. phaea был обнаружен в штатах Сан-Паулу, Рио-де-Жанейро и Минас-Жерайс, на склонах Серра-ду-Мар, в густом тропическом атлантическом лесу. Также присутствует на песчаной отмели на северном побережье Сан-Паулу.
В некоторых домашних садах его выращивают, чтобы употреблять в основном в качестве угощения. Плоды привлекают птиц.

## Использование
Кислые плоды с лёгкой, сочной мякотью съедобны и ценятся. Их часто перерабатывают в напитки, соки, смузи, желе или мороженое. В Бразилии их называют «камбучи» (порт. cambuci). Считается, что в их честь назван район в Сан-Паулу.

## Галерея

C. phaea и «камбучи»
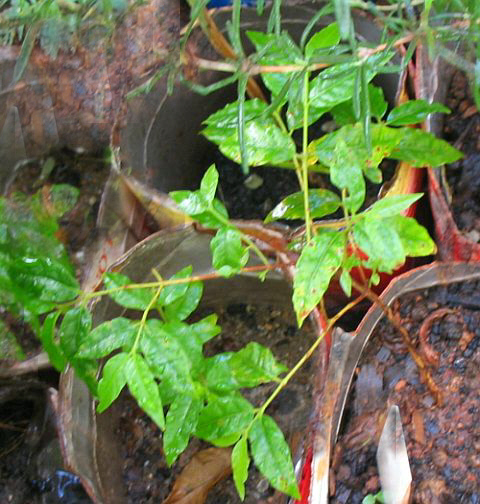
Листва
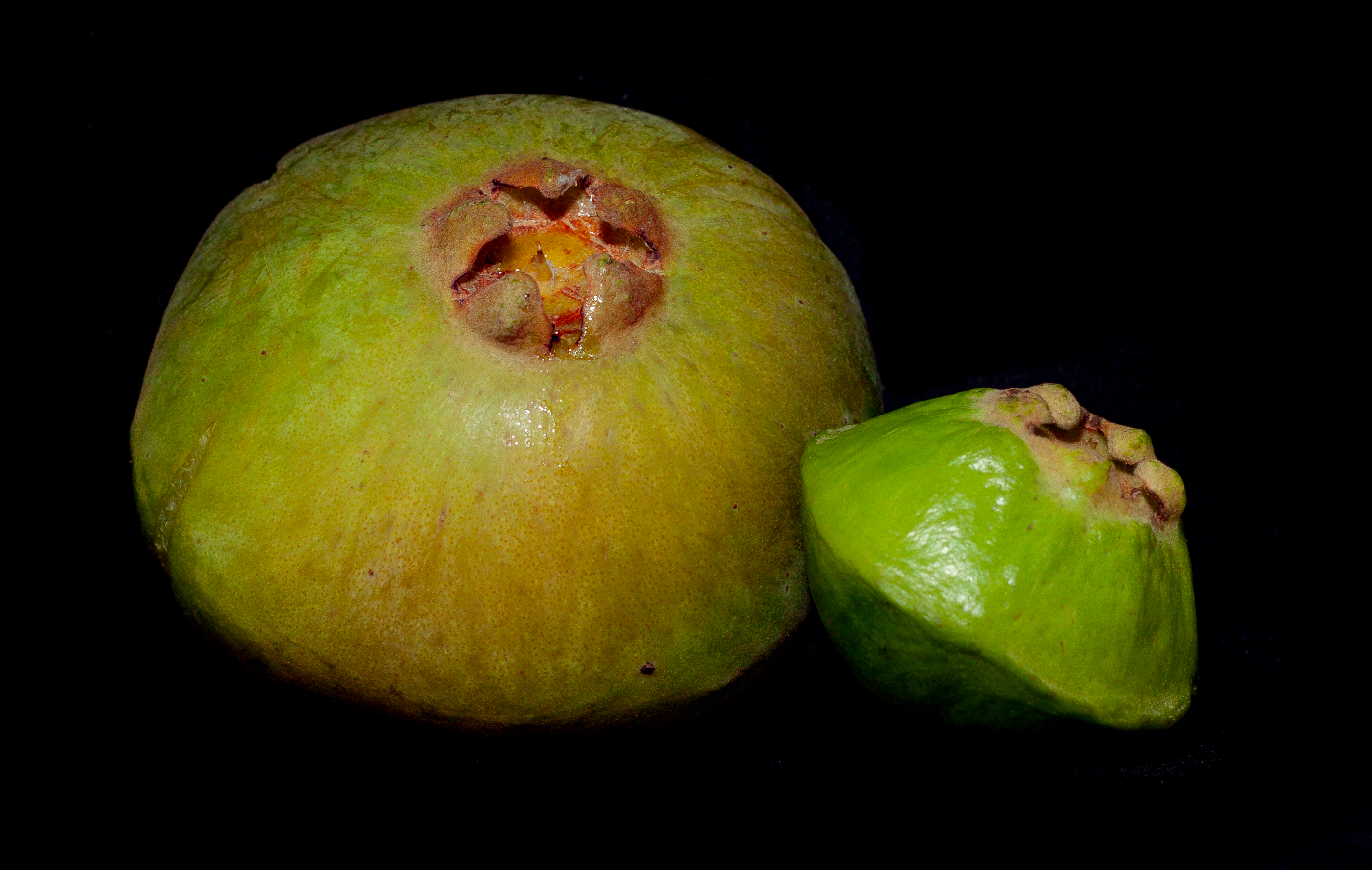
Плоды
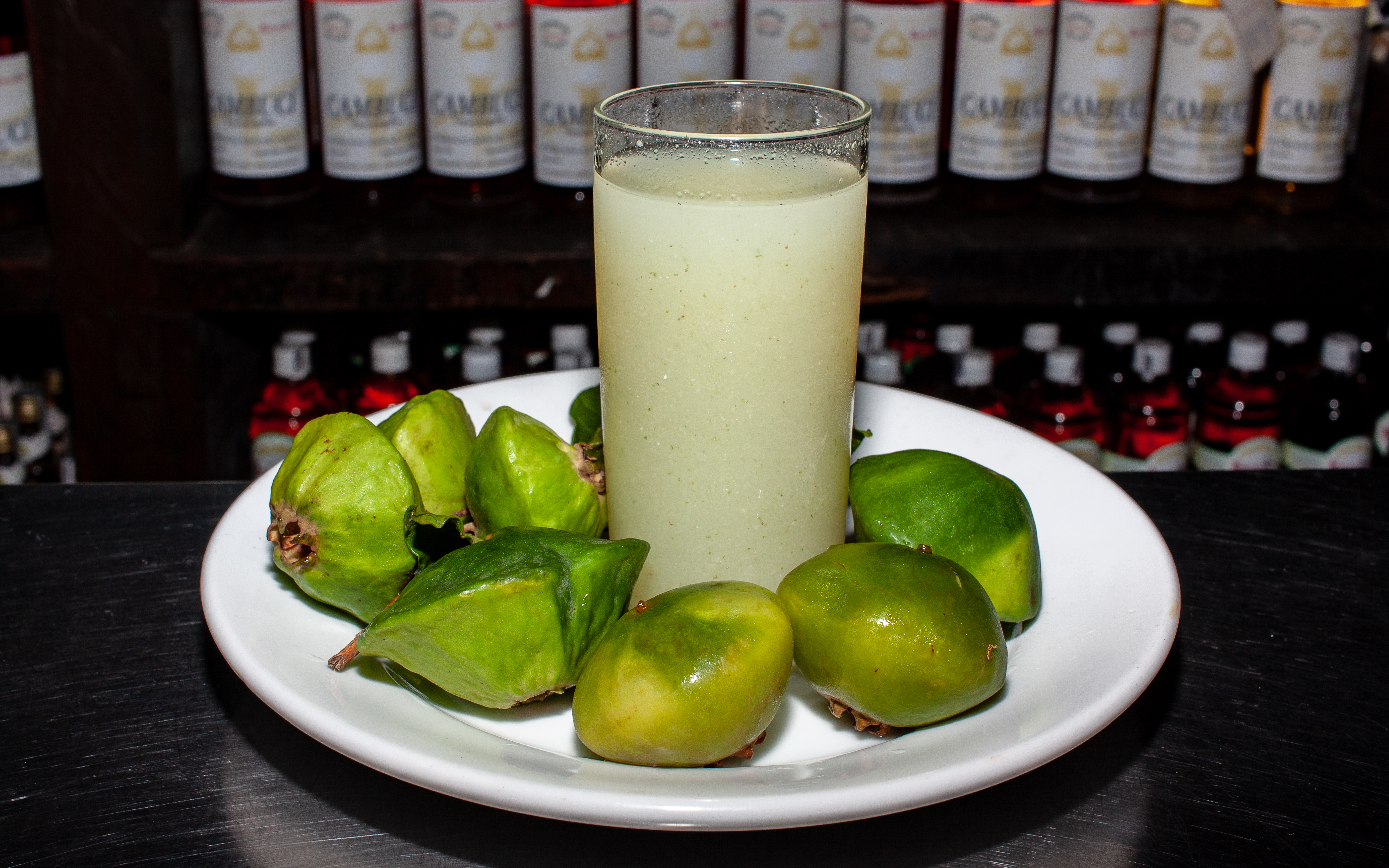
В потреблении
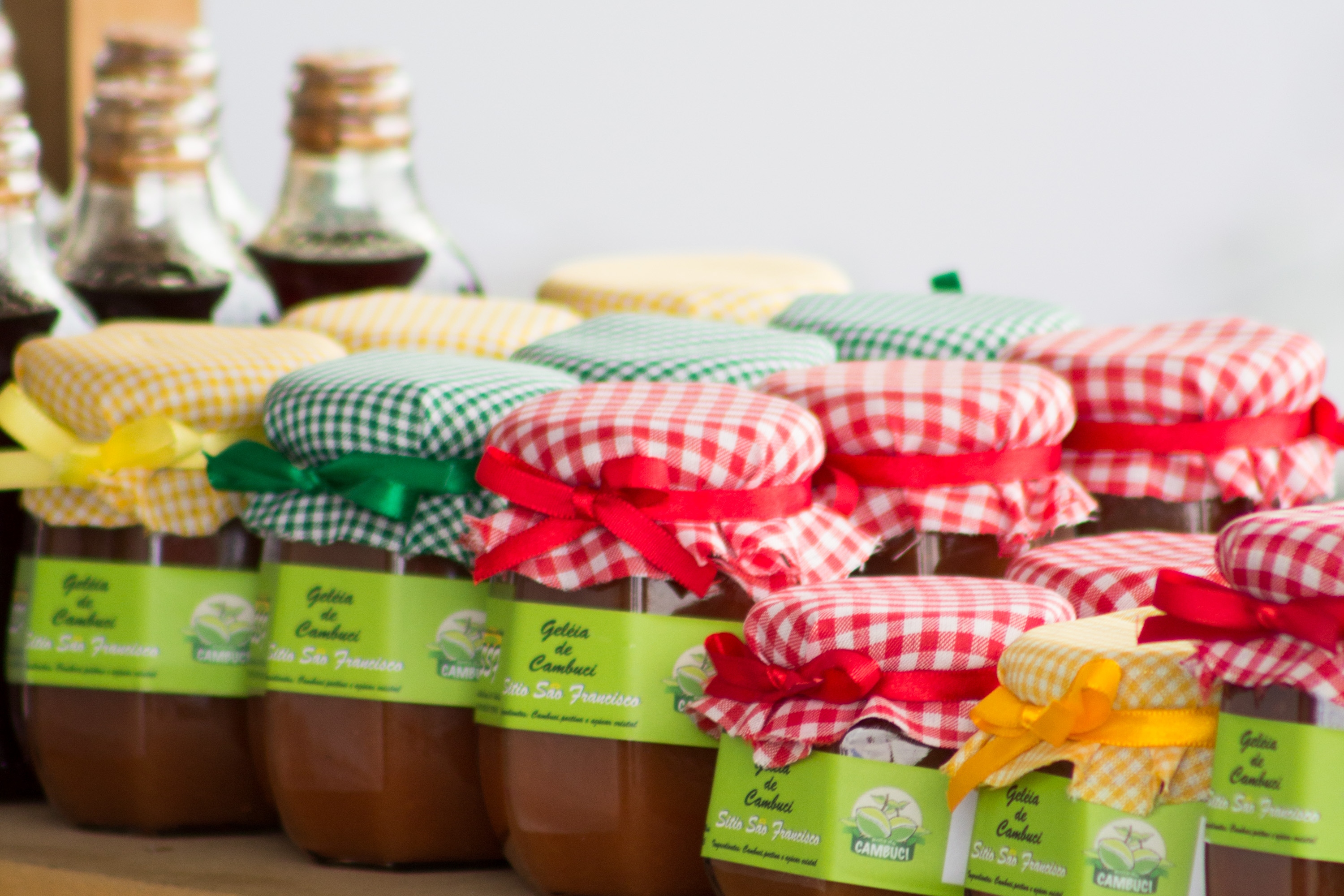
Желе из «камбучи»